# Парохтио (Кожани)
Парохтио (грч. Παρόχθιο) је насељено место у општини Горуша у периферији Западна Македонија, Грчка. Према попису из 2021. године било је без становника.
Парохтио је некада било читлучко насеље које је напуштено почетком 20. века. Године 1923. насељено је 20 грчких избегличких породица, којих је на попису из 1928. године било 65. Село се раније звало Синголи.